# Planejamento de continuidade de negócios
O planejamento de continuidade de negócio (ou planejamento de continuidade e resiliência de negócio), no Brasil, ou planeamento de continuidade de negócio (ou planeamento de continuidade e resiliência de negócio), em Portugal, é o processo de criação de sistemas de prevenção e recuperação para lidar com potenciais ameaças a uma organização.
Um plano de continuidade de negócio é um plano para a continuidade das operações no caso de um negócio ser afetado por diferentes níveis de desastres, que podem ser um desastre localizado e pontual, um desastre com impacto de dias em uma edificação até a perda permanente de uma edificação. Esse plano normalmente explica como o negócio irá retomar suas operações ou mover suas operações para outra localidade após danos causados por eventos como fenômenos naturais, invasões ou inundações. Por exemplo, se um incêndio destruir um edifício de escritórios ou um data center, as pessoas e os escritórios ou as operações do data center serão realocados para um ambiente alternativo.
Qualquer evento que possa impactar negativamente as operações de uma organização estão incluídas no plano, como uma interrupção no gerenciamento da cadeia de suprimentos, perda ou dano de infraestrutura crítica (máquinas essenciais ou recursos computacionais ou de redes de dados).
Da mesma forma, o gerenciamento de risco deve ser incorporado como parte do PCN.
Em dezembro de 2006, o British Standards Institution (BSI), publicou um padrão independente para o PCN - a norma BS 25999-1. Anteriormente a essa publicação, os profissionais de PCN se baseavam na norma BS 7799, que era direcionada para aprimorar os procedimentos de segurança da informação. A nova norma BS 25999-1 ampliou sua aplicabilidade para todo tipo de organização. Em 2007, o BSI publicou a BS 25999-2 "Especificação para o Gerenciamento de Continuidade de Negócio", que especifica os requisitos para a implementação, operação e melhoria de um Sistema de Gestão de Continuidade de Negócio (SGCN).

## Análise
A fase de análise consiste em analisar impactos, ameaças e impactos em cenários.

### Análise de impacto no negócio
A Análise de Impacto no Negócio (AIN), internacionalmente conhecida como Business Impact Analysis (BIA) diferencia as funções/atividades críticas (urgentes) e não críticas (não urgentes) de uma organização.
Funções Críticas são aquelas que tem sua interrupção considerada inaceitável. As percepções de aceitação são afetadas pelo custo das soluções de recuperação. Uma determinada função pode ser considerada crítica se for uma exigência legal.
Identificadas as funções críticas, a análise de impacto irá apontar os requisitos para cada uma dessas funções. Os requisitos de recuperação consistem nas seguintes informações:
- Requisitos de negócio para recuperar a função crítica, e/ou
- Requisitos técnicos para recuperar a função crítica.

## Leitura Adicional

### Normas
- ISO/IEC 27001:2005 (formerly BS 7799-2:2002) Information Security Management System
- ISO/IEC 27002:2005 (renumerated ISO 17999:2005) Information Security Management – Code of Practice
- ISO/IEC 27031:2011 Information technology - Security techniques - Guidelines for information and communication technology readiness for business continuity
- ISO/PAS 22399:2007 Guideline for incident preparedness and operational continuity management
- ISO/IEC 24762:2008 Guidelines for information and communications technology disaster recovery services
- IWA 5:2006 Emergency Preparedness
- ISO 22301:2012 Societal security - Business continuity management systems - Requirements
- ISO 22313:2012 Societal security - Business continuity management systems - Guidance
- ISO/TS 22315:2015 Societal security - Business continuity management systems - Guidelines for business impact analysis (BIA)

### Outros
- James C. Barnes. A Guide to Business Continuity Planning. [S.l.: s.n.] ISBN 978-0471530152
- Kenneth L Fulmer. Business Continuity Planning, A Step-by-Step Guide. [S.l.: s.n.] ISBN 978-1931332217
- Richard Kepenach. Business Continuity Plan Design, 8 Steps for Getting Started Designing a Plan. [S.l.: s.n.]
- Judy Bell. Disaster Survival Planning: A Practical Guide for Businesses. [S.l.: s.n.] ISBN 978-0963058003
- Dimattia, S. (15 de novembro de 2001). «Planning for Continuity». Library Journal: 32–34